# Вількув (Малопольське воєводство)
Вількув (пол. Wilków) — село в Польщі, у гміні Коцмижув-Любожиця Краківського повіту Малопольського воєводства.
Населення — 460 осіб (2011).
У 1975-1998 роках село належало до Краківського воєводства.

## Демографія
Демографічна структура станом на 31 березня 2011 року:
|          | Загалом | Допрацездатний вік | Працездатний вік | Постпрацездатний вік |
| -------- | ------- | ------------------ | ---------------- | -------------------- |
| Чоловіки | 229     | 55                 | 155              | 19                   |
| Жінки    | 231     | 48                 | 135              | 48                   |
| Разом    | 460     | 103                | 290              | 67                   |